# Kanamarca
Kanamarca es un sitio arqueológico ubicado en el distrito de Alto Pichigua, provincia de Espinar, departamento del Cuzco, Perú.
Está dividido en Tinkuq y Tupaq Yupanqui, parte alta y baja. Los recintos son de forma circulares y rectangulares.
En el 2004 fue descubierto la dama de élite prehispánica la “Señora de  K'anamarka”.
Pertenece a la cultura preinca k'anas e inca. El sitio arqueológico se encuentra en una hoyada a 3950 m s. n. m. y abarca una hectárea. Las edificaciones están construidas en piedra y barro. Los recintos son de formas circulares y rectangulares.
El lugar es escenario de festivales de danza.